# Cinderella (film, 1937)
Pour les articles homonymes, voir Cinderella.
Pour plus de détails, voir Fiche technique et Distribution.
Cinderella est un film français réalisé par Pierre Caron sorti en 1937.

## Synopsis
Chassée de son poste de serveuse de restaurant à la suite d'une maladresse, Evelyne est prise en charge par une bande copains travaillant dans un cabaret dans lequel elle est engagée comme femme de ménage. Par ailleurs le directeur de l'établissement accepte de renouveler le contrat d'avec sa vedette actuelle Dany Rosy à condition qu'elle soit gentille avec elle. Quand cette dernière apprend par des bruits de couloir que le directeur ne tient pas toujours ses engagements, elle décide de se moquer de lui en lui envoyant Evelyne à sa place. Celle-ci résiste aux avances du directeur et le gifle. Mais cela ne décourage pas le directeur qui lui fait quitter sa condition de femme de ménage et l'engage comme meneuse de revue à la place de Dany Rosy. Evelyne prend le nom de Cinderella et va de succès en succès. Un jour elle saute de nuit en parachute et atterrit chez Gilbert un astronome, c'est le coup de foudre, mais dans la conversation ce dernier clame son aversion pour les comédiennes. Elle lui cache donc sa profession mais au fil du temps ils feront un pas l'un vers l'autre, Gilbert appréciant le spectacle et Cinderella y donnant ses adieux.

## Fiche technique
- Réalisation : Pierre Caron
- Scénario : Jean Montazel
- Producteur : Jack Forrester, Jean Lévy-Srauss et André Parant
- Société de production : Forrester-Parant Productions
- Chef-opérateur : Boris Kaufman
- Musique : Vincent Scotto
- auteurs des chansons: Geo Koger et Emile Audiffred
- Création des décors : Jean Douarinou
- Pays :  France
- Format : Son mono - 35 mm - Noir et blanc - 1,37:1
- Genre : Film musical
- Durée : 95 minutes
- Date de sortie : 
  - France - 1 juillet 1937

## Distribution
- Joan Warner : Évelyne (Cinderella)
- Christiane Delyne : Dany Rosy
- Maurice Escande : Gilbert
- Guy Berry
- Suzanne Dehelly : Virginie, l'habilleuse
- Paul Faivre : le Professeur Mataplan
- Jeanne Fusier-Gir : Mme Mataplan
- Philippe Janvier : un étudiant
- Charles Lemontier
- Rafael Medina
- O'dett : Bobêche
- Félix Paquet : Tintin, l'électricien
- Jane Stick : Colette, la femme de chambre
- Marcel Vallée : Le directeur du cabaret
- Titys
- Georges Grey
- Jacques Josselin
- Paul Marcel Jérôme
- Jo Bouillon et son orchestre de Jazz
- Willy Louis et son orchestre américain
- Louis Wyns et son orchestre
- Les Bluebell Girls
- Les Boys des Folies Bergère
- Les Mannequins des Folies Bergère

## Autour du film
- La chanson, "Il a mal aux reins, Tintin", est chanté par Suzanne Dehelly